# Eleccions legislatives croates de 2016
Les eleccions legislatives croates de 2016 es van celebrar l'11 de setembre de 2016, després que una moció de censura fes caure el govern de Tihomir Orešković el 16 de juny, amb 125 diputats a favor de la moció.
A les eleccions es van renovar els 151 diputats del Sabor, el parlament monocameral croat.

## Antecedents
Les eleccions de 2015 van deixar un parlament sense majories, amb les dues principals formacions lluny de la majoria absoluta. Després de setmanes amb negociacions, la Coalició Patriòtica, juntament amb el Pont de les Llistes Independents i Milan Bandić 365 van arribar a un acord de govern, proposant a l'empresari independent Tihomir Orešković com a primer ministre.
No obstant, al cap d'uns quants mesos, la Unió Democràtica (HDZ), partit majoritari a la coalició de govern, va presentar una moció de censura contra Orešković. La moció es va votar el 16 de juny, i finalment hi van votar a favor 125 de 151 diputats.
La pròpia HDZ va intentar formar un govern encapçalat pel ministre de finances Zdravko Marić. No obstant, estava clar que no aconseguiria el suport del Sabor. Al cap de 4 dies, els diputats van acordar la dissolució del parlament pel 15 de juliol, de manera que la presidenta Kolinda Grabar-Kitarović va convocar eleccions per l'11 de setembre.

## Sistema electoral
El país està subdividit en 10 circumscripcions, numerades amb nombres romans, basades en criteris geogràfics i arranjades perquè cadascuna contingui aproximadament 400.000 electors. Els límits no corresponen amb els dels comtats. En cada circumscripció s'hi escullen 14 diputats amb un sistema de representació proporcional amb llistes desbloquejades. La repartició dels escons s'efectua amb el sistema d'Hondt a nivell de circumscripció, amb una barrera electoral del 5%. Addicionalment hi ha dues circumscripcions no geogràfiques:
- Pel districte XI s'escullen 3 membres que representen la diàspora residint a l'estranger, tot i que generalment són residents a Bòsnia i Herzegovina.
- Al districte XII s'escullen 8 membres que representen les minories. 3 d'aquests escons estan reservats a la minoria sèrbia.

## Resultats
Els resultats van contradir les enquestes d'opinió pública que s'havien publicat els mesos anteriors. La coalició de la HDZ va guanyar les eleccions, millorant els resultats de les eleccions del desembre anterior, però encara lluny de la majoria absoluta. S'atribueix que la derrota de la Coalició Popular de centre-esquerra es deu als comentaris de l'ex-primer ministre Zoran Milanović en una reunió privada amb veterans de guerra croats. En la gravació, Milanović digué nombrosos termes pejoratius, anomenant als serbis "llastimosos" i afirmant que "Bòsnia i Herzegovina no és un país". Es creu que aquestes declaracions van causar que una part de les minories nacionals retiressin el seu suport a la Coalició Popular.
|                      |                                                                              |           |        |        |     |
| Partit               | Partit                                                                       | Vots      | %      | Escons | +/- |
|                      | Unió Democràtica Croata i aliats (HDZ - HSLS - HDS - HRAST)                  | 695.804   | 36,27  | 61     | +2  |
|                      | Coalició Popular (SDP - HNS - HSU - HSS)                                     | 636.602   | 33,82  | 54     | –2  |
|                      | Pont de Llistes Independents (Most)                                          | 187.282   | 9,91   | 13     | –6  |
|                      | Escut Humà (ŽZ - HDSS)                                                       | 117.208   | 6,23   | 8      | +7  |
|                      | Coalició pel Primer Ministre (BM 365 - Reformisti - Novi val - HSS SR - BUZ) | 76.990    | 4,04   | 2      | ±0  |
|                      | Assemblea Democràtica Istriana (IDS)                                         | 43.180    | 2,29   | 3      | ±0  |
|                      | Convertiu Croàcia en una Coalició (Pametno - Za Grad)                        | 38.812    | 2,06   | 0      | Nou |
|                      | Assemblea Democràtica Croata d'Eslavònia i Baranja (HDSSB)                   | 23.573    | 1,25   | 1      | –1  |
|                      | Minories i altres partits                                                    | 121.681   | 4,13   | 9      | +1  |
| Vots nuls i en blanc | Vots nuls i en blanc                                                         | 37.166    | 1,88   | –      | –   |
| Total                | Total                                                                        | 1.978.298 | 100,00 | 151    | ±0  |
| Cens / Participació  | Cens / Participació                                                          | 3.763.769 | 52,59  | –      | –   |

## Conseqüències
Els resultats van ser similars als de les eleccions de 2015, sense cap partit o coalició amb majoria absoluta i es preveien llargues negociacions per a arribar a algun pacte. No obstant, la Coalició Popular va admetre la seva derrota i el seu candidat va renunciar a la reelecció a la direcció de la coalició, així com de formar part de cap majoria de govern durant la legislatura.
Per la seva banda, Most va anunciar 7 requisits per formar govern amb qualsevol partit. La Unió Democràtica va iniciar converses amb Most i amb representants de les minories nacionals, ja que el seu suport era necessari per obtenir una majoria.
Durant les setmanes posteriors, partits com el Partit Camperol (HSS) van oferir el seu suport per aconseguir una majoria parlamentària i nomenar primer ministre a Andrej Plenković. No obstant, això va generar disputes internes al HSS entre els partidaris a donar suport puntualment i els partidaris d'entrar al govern, fins al punt que la direcció del partit va decidir suspendre la militància de 100 persones que donaven suport a entrar al govern. Plenković també va rebre suports del partit Milan Bandić 365.
El 10 d'octubre de 2016 Plenković va recollir l'aval de 91 diputats i ho va presentar a la presidenta Kolinda Grabar-Kitarović, que va encarregar-li la formació de govern en un termini de 30 dies.
El 14 d'octubre es va escollir la presidència del Sabor i el 19 d'octubre es va votar a Andrej Plenković com a nou primer ministre, amb 91 vots a favor, 45 en contra i 3 abstencions, rebent el suport dels següents partits: coalició de l'HDZ-HSLS-HDS, Most, Milan Bandić 365, HSS, HDSSB, SDSS i 5 representants de les minories nacionals.